# El Buen Pastor (Murillo)
El Buen Pastor, es un óleo sobre lienzo de 123 x 101 cm realizado por el pintor sevillano Bartolomé Esteban Murillo alrededor del año 1660, perteneciente a la escuela española del Barroco. Se encuentra en la colección permanente del Museo del Prado (Madrid) y está inventariada con el núm. P00962. 

## Historia
La pintura de El Buen Pastor fue comprada, junto con otras, en 1744 por la reina Isabel de Farnesio a los herederos del cardenal y presidente del Consejo de Castilla Gaspar de Molina y Oviedo procedente de la antigua colección que dicho cardenal poseía. El cuadro fue agrandado para poder mostrarse como pareja del San Juan Bautista Niño y destinado al Palacio de la Granja de San Ildefonso en 1746, pasando posteriormente al Palacio de Aranjuez donde aparece en dos inventarios de 1747 y 1774, y de allí fue llevado al Palacio Real de Madrid en el que permaneció entre 1814 y 1818 hasta su llegada al Museo del Prado en 1819, donde sigue formando pareja en su exposición con el San Juan Bautista Niño.
Del viejo tema del Buen Pastor, interpretado por Murillo en versión infantil, se conocen tres versiones: 
- la que probablemente sea la más antigua de ellas, la del Museo del Prado, pintada hacia 1660, presenta al Niño reposando una mano en la oveja extraviada, erguido, mirando al espectador con cierto aire melancólico y sentado en un bucólico paisaje de ruinas clásicas, lo que hace de ella una eficaz imagen devocional.
- Una versión posterior, en Londres, Colección Lane, con Jesús en pie conduciendo el rebaño, deja más espacio al paisaje pastoril y el rostro del Niño, dirigido ahora al cielo, gana en expresividad. Su pareja en el pasado, el San Juanito y el cordero de Londres, National Gallery, en el que el pequeño Bautista aparece con el rostro risueño mientras abraza al cordero con infantil frescura, llamó la atención de Gainsborough que pudo poseer una copia e inspirarse en él para su Niño con perro de la colección Alfred Beit.
- La última versión de este tema en (Fráncfort, Städelsches Kunstinstitut), trabajada con notable soltura de pincel y colores suaves, pertenece ya a los años postreros del pintor, con un sentido de la belleza más dulce y delicada.[3]

Fernando de la Torre Farfán describió un trío de cuadros realizados por Murillo en un altar efímero colocado en la plazoleta enfrente de la iglesia de Santa María la Blanca de Sevilla, y cuyos trabajos fueron costeados por el canónigo Justino de Neve, amigo de Murillo e impulsor de las obras de dicho templo. El edificio antiguo medieval quedó transformado en un espectacular templo de estilo barroco, su conclusión en 1655 se celebró con solemnes fiestas y organización de procesiones, con el levantamiento de arcos de triunfo y altares efímeros en todo el recorrido donde debían de pasar los reyes y su séquito. Torre Farfán describió todos los festejos así como la iglesia y los decorados instalados en la plaza situada ante el templo, donde según el cronista: 

Sobre el altar se formó el primer cuerpo, este se partió en tres nichos o portadas, la de en medio tuvo veinte pies de alto y 14 de ancho. En el nicho que mediaba como principal se colocó una admirable pintura de «Concepción», estudio meditado con singular desvelo de Bartolomé Murillo, […] A la mano derecha se fabricó otro nicho sobresalía una bellísima pintura del grande referido artífice: es un tierno hermoso Niño cuyo cayado y pieles lo dan a conocer por «Pastor amante de un rebaño de corderos», que le cercan la piedad y le adoran las sandalias. Al lado izquierdo en otro nicho de la misma composición y tamaño otro lienzo que ayudó la correspondencia. Fue también de B. Murillo y contiene otro bellísimo infante Pastor, igual en la soberanía de colores, no en el respeto de la dignidad, asiste también un cordero contentándose con conocerlo y adorarlo, señas claras para que, sin que baste su dedo que explica su silencio, deje de aclamarlo como por el «Bautista»
Fiesta que celebró la Iglesia Parroquial de Santa María la Blanca, capilla de la Santa Iglesia Metropolitana y Patriarcal de Sevilla en obsequio del nuevo breve concedido por Nuestro Santísimo Padre Alejandro VII, en favor del purísimo misterio de la Concepción. Sevilla. 1666

 Estas dos obras de los pastores fueron dados como los que figuraban en el Museo del Prado en el catálogo de Madrazo de 1910 con el núm. 962 y 968. Según la descripción de El Buen Pastor parece que en realidad es el correspondiente a la versión de Londres.

## Descripción

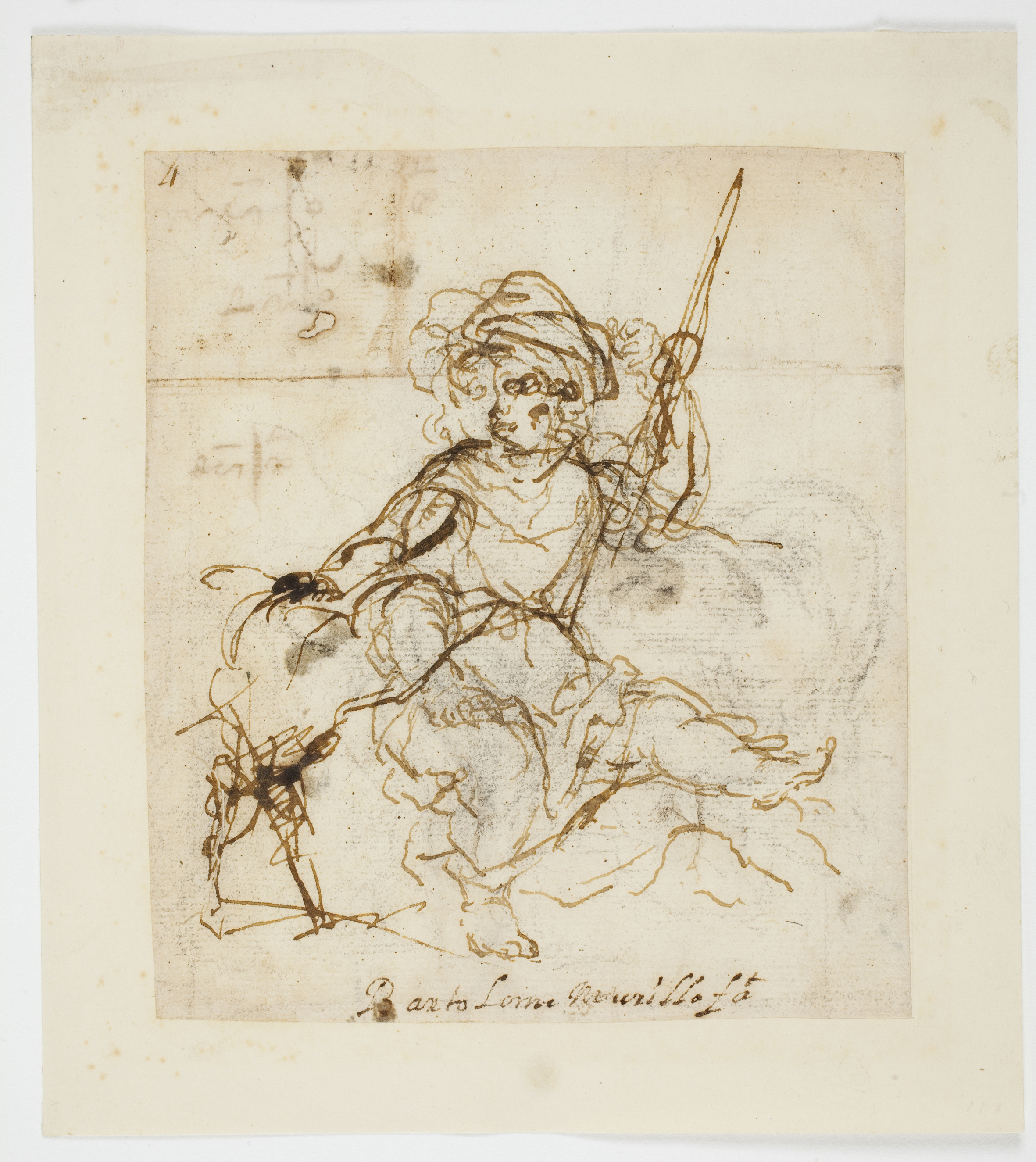
Dibujo-esbozo para El Buen Pastor (Museo del Prado, Gabinete de Dibujos, Estampas y Fotografías -legado Villaescusa-).

Hacia el año 1660, Murillo ya era un pintor reconocido, en esta obra introduce efectos de luz brillantes que iluminan los personajes centrales, –en piramidal Jesús y la oveja–, consigue una cara nítida. Las líneas de composición verticales y horizontales rotas por la diagonal del bastón o cayado de pastor y de su pierna izquierda marcan un paralelismo con lo que rompe el simetrismo y refuerza el efecto cuadriculado que da el resto de la composición. El paisaje del fondo deja entrever unas arquitecturas de líneas rectas, mientras que el resto del rebaño casi se desvanece en la parte derecha del espectador entre las nubes del cielo pintadas de forma vaporosa. En la esquina derecha inferior se encuentra marcada con una flor de lis que corresponde a la señal que demuestra la pertenencia de dicha obra a la colección de Isabel de Farnesio. Forma parte de la serie de temática infantil de carácter religioso, dulce, delicada y sin dramatismo, de acuerdo con la mentalidad contrarreformista propia de la época de mediados del siglo XVII en España. Esta obra de carácter sencilla, de plástica llana y accesible al pueblo en general, ha sido muy popularizada gracias a las múltiples estampas de devoción, grabados y láminas que de ella se han hecho.
La composición estuvo preparada por previos dibujos, uno de ellos el Buen Pastor se encuentra también en el Museo del Prado. Como era habitual, muchos artistas se inspiraban en obras de otros, sobre todo en grabados, así Ceán Bermúdez fue de los primeros en comparar esta obra de Murillo con un grabado de Stefano della Bella, que había sido publicado en una edición de las Metamorfosis de Ovidio.

### Otra descripción
En la ficha 864 del catálogo del museo del Prado por Pedro de Madrazo y Kuntz de 1872, con el nombre de El niño Dios, pastor se describe:

Represéntase á Jesus niño, de edad de seis ú ocho años, sentado en un terrazo, con el brazo izquierdo sobre el cordero y en la mano derecha el cayado; descalzo, vestido con túnica color de rosa y pellico, y descubriendo la pierna izquierda. Por detras de la figura asoma un trozo de cornisa y parte de un peñasco con árboles y arbustos, y más léjos un trozo de columna antigua sobre su pedestal. Al lado opuesto espáciase la vista por una dilatada llanura, donde está un rebaño pastando.— Figura de cuerpo entero y tamaño natural. Cuadro de la mejor época del autor.
Pedro de Madrazo y Kunt. Catálogo descriptivo é histórico del Museo del Prado de Madrid (1872) pág. 472

## Tema iconográfico
En tiempos paleocristianos la imagen del Buen Pastor ya era utilizada como figura de Cristo que salva y cuida a sus ovejas, e incluso también como una alegoría de la eucaristía. El tema empleado por Murillo debe su inspiración al texto del Evangelio de Juan (10, 11-14) en el que Jesucristo se presenta como el Buen Pastor que conoce a sus ovejas por sus nombres y da su vida por ellas: «Yo soy el Buen Pastor. El Buen Pastor da su vida por las ovejas». Madrazo opinaba que la oveja que se encuentra en primer término en la que Jesús apoya su mano izquierda, haría referencia a la parábola de la oveja perdida del Evangelio de Mateo (18, 12): «Si uno tiene cien ovejas y se le extravía una, ¿no dejará en el monte las noventa y nueve restantes e irá en busca de la extraviada?».